# Jarosław Kamiński (polityk)
Jarosław Kamiński (lit. Jaroslav Kaminski; ur. 8 maja 1965 w Wilnie) – litewski dziennikarz i nauczyciel polskiego pochodzenia, działacz mniejszości polskiej, w latach 2010–2011 i 2011-2015 wiceburmistrz Wilna.

## Życiorys
W 1983 ukończył Gimnazjum im. Adama Mickiewicza w Wilnie, po czym podjął studia na Wydziale Matematyki Uniwersytetu Wileńskiego. W 2003 uzyskał dyplom socjologa w Wileńskim Uniwersytecie Pedagogicznym.
W latach 1984–1986 odbył służbę w szeregach Armii Radzieckiej w Estonii. Od 1987 do 1991 pracował jako operator dźwięku i kierownik dyskoteki w wileńskim Pałacu Kultury Budowlanych. Pracował w Radiu „Znad Wilii” jako dyrektor działu muzycznego (1992–1999). W latach 1997–2002 był szefem rozrywki w przedsiębiorstwie „Geležinis Vilkas”, a od 2001 do 2003 specjalistą ds. reklamy w spółce „Rejspa”. Od 2003 doradzał burmistrzowi Wilna, pracował też jako nauczyciel w szkole średniej w Awiżeniach.
Jest członkiem wileńskiego oddziału Akcji Wyborczej Polaków na Litwie. Od 2007 sprawował mandat radnego Wilna. W wyborach w 2008 bez powodzenia ubiegał się o mandat posła na Sejm z ramienia AWPL w okręgu Wilno-Leszczyniaki. Kandydował również w wyborach w 2012 (w okręgu trocko-elektreńskim), 2016 (w okręgu Wilno-Leszczyniaki) i 2020 (również w okręgu Wilno-Leszczyniaki), we wszystkich przypadkach bez powodzenia.
15 grudnia 2010 został wybrany wiceburmistrzem Wilna. Na posiedzeniu rady miejskiej w dniu 19 kwietnia 2011 bez powodzenia ubiegał się o stanowisko burmistrza Wilna z ramienia AWPL. Po wejściu AWPL do koalicji rządzącej w Wilnie Kamiński został 28 czerwca 2011 ponownie wybrany na wiceburmistrza stolicy. Funkcję tę przestał pełnić po zaprzysiężeniu rady nowej kadencji 20 kwietnia 2015. Utrzymał jednak mandat radnego Wilna. W wyborach w 2019 bez powodzenia ubiegał się o reelekcję do rady miejskiej. W wyborach w 2023 ponownie został radnym z ramienia AWPL-ZChR.
2 maja 2013 odznaczony Krzyżem Kawalerskim Orderu Zasługi Rzeczypospolitej Polskiej.
Żonaty, ma syna i dwie córki: Łukasza, Kingę i Elizę.